# 特梅努加島
64°18′42″S 63°39′29″W / 64.31167°S 63.65806°W
特梅努加島（Temenuga Island），是南極洲的島嶼，處於昆頓角東北面0.66公里，屬於帕默群島的一部分，長0.62公里、寬0.45公里，以保加利亞鄉鎮命名，現時由南極條約體系管理。